# Raffaele Lettieri
Raffaele Lettieri (Stio, 21 luglio 1881 – 22 settembre 1957) è stato un politico italiano.

## Biografia
Nacque e visse a Gorga Cilento (frazione di Stio), nel palazzo di famiglia. Laureato in medicina e chirurgia, esercitò la professione di medico chirurgo presso l'ospedale dei Pellegrini di Napoli. Docente universitario presso la Università degli Studi di Napoli Federico II.

Eletto con la Democrazia Cristiana tra i deputati dell'Assemblea costituente del giugno 1946 che diede vita alla Costituzione della Repubblica Italiana. Successivamente, nel 1948, venne eletto nel collegio di Benevento, nel gruppo parlamentare Democratico Cristiano dal 1953.
Divenuto sindaco di Stio nel 1946 vi resterà in carica per tre mandati fino al 1957.
In suo onore è intitolata l'attuale scuola elementare e media del piccolo borgo Cilentano.
L'ambasciatore italiano Raffaele de Lutio è suo nipote.